# Raffaellino del Colle

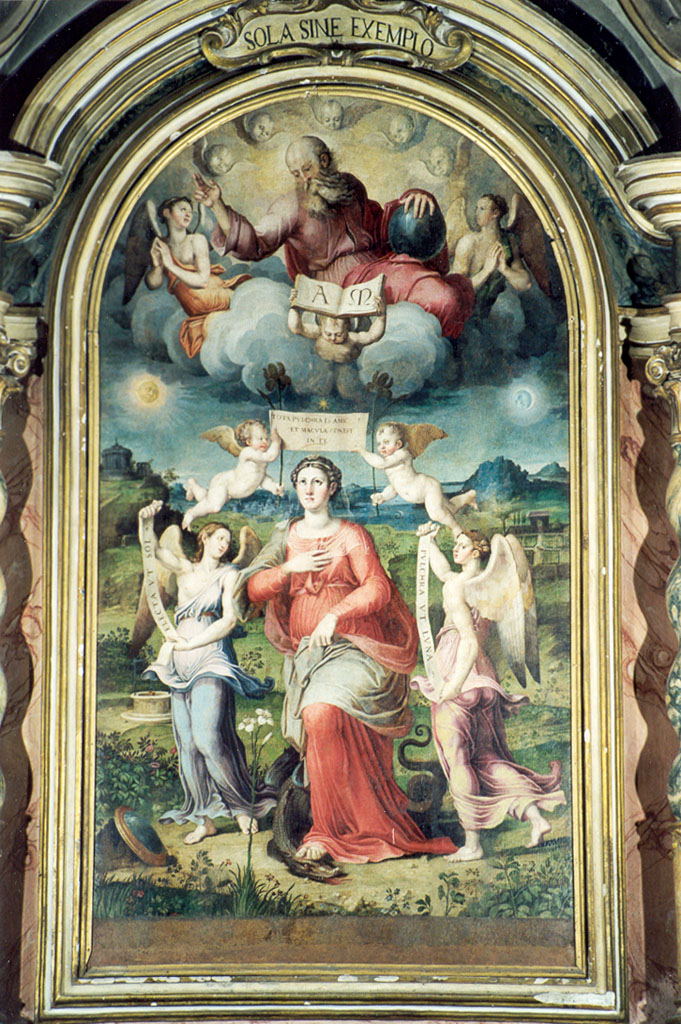
Inmaculada Concepción, Pieve Collegiata, Mercatello sul Metauro.

Raffaellino di Michelangelo di Luca, conocido como Raffaellino del Colle (Colle di Val d'Elsa, 1490 - Borgo Sansepolcro, 1556), fue un pintor italiano del Renacimiento y uno de los primeros representantes del manierismo en la Umbría.

## Biografía
Pupilo del gran Rafael, a quien asistió en la decoración de la Villa Farnesina y en diversos trabajos en la Ciudad del Vaticano. Tras la muerte del maestro, Raffaellino trabajó a las órdenes de Giulio Romano en la Sala de Constantino de las estancias papales. Tras el Saco de Roma (1527), tuvo que marchar de la capital, como la mayoría de los artistas que trabajaban en la ciudad. Raffaellino se instaló en Città di Castello, cerca de su localidad natal, donde pintó obras de altar para las principales iglesias. Muchas de ellas todavía se pueden admirar en el Museo Municipal de Città di Castello: una Anunciación, una Asunción de la Virgen y una Deposición. También trabajó en Borgo Sansepolcro. Estuvo al servicio de los Della Rovere en el Ducado de Urbino de 1539 a 1543. Junto a Girolamo Genga decoró la Camera dei Semibusti, la Sala della Calunni y el Gabinete de Hércules en la Villa Imperiale de Pesaro, para Francesco Maria della Rovere, duque de Urbino. En Perugia trabajó en la Rocca Paolina (1540). En la pinacoteca de esta ciudad podemos admirar una Sagrada Familia de su mano.
En 1536, Vasari le encargó las decoraciones temporales para la entrada del emperador Carlos V en Florencia. Volvió a trabajar con Vasari en Nápoles, en el refectorio de Monte Oliveto (1544) y en el Palazzo della Cancelleria en Roma (1546). Llamado por Bronzino, volvió a Florencia para colaborar en los diseños para los tapices de la Sala del Dugento en el Palazzo Vecchio (1548). Después trabajó de nuevo en Roma en el ciclo de frescos del Palazzo Rondanini (1550-1555). Una de sus últimas obras es una Sagrada Familia, de estilo fuertemente manierista (1563-1564, Galleria Nazionale della Umbria). En sus últimos años, Raffaellino residió en Borgo Sansepolcro, donde regentó una escuela de diseño. Algunos de sus mejores alumnos fueron Cristofano Gherardi y Giovanni de' Vecchi.